# اندیس آنومالی آغ دره بالا
آنومالی آغ دره بالا یک اندیس فلزی است که در حوالی شهر تخت سلیمان استان زنجان قرار دارد و مادهٔ معدنی موجود در آن، طلا است.  در این اندیس، پاراژنز‌های سینابر، لیمونیت، ارپیمان، کالکوپیریت، کلریت یافت می‌شوند.